# Cataguases
Cataguases é um município brasileiro do estado de Minas Gerais. De acordo com o censo do IBGE em 2022, sua população naquele ano era de 66 261 habitantes.

## Fundação
Em se tratando da fundação de Cataguases, há notoriedade para  Guido Thomas Marllière - apontado como o fundador da cidade. Ele fora enviado à região com o objetivo de realizar trabalhos referentes a povoação da área, caracterizada por abundância em diamantes, nunca efetivamente encontrados. Logo a região começou a se erguer conforme as diretrizes de Guido, pois ele se empenhara na elaboração de um delineamento estrutural urbano sofisticado e particularizado para a região.
Não apenas Marllière participou da construção de Cataguases, mas a cidade também recebeu um imenso apoio de estruturação advindo da família Vieira, estabelecida nas localidades atualmente denominadas Glória e Sereno – distritos de Cataguases. O Major Joaquim Vieira da Silva Pinto, uma figura central no desenvolvimento regional, fundou a Fazenda da Glória no distrito homônimo. Seu filho, o Coronel José Vieira de Rezende e Silva, continuou esse legado ao fundar posteriormente a Fazenda do Rochedo, nas proximidades do distrito de Glória. Esses empreendimentos não apenas impulsionaram a economia local através da produção agrícola, especialmente do café, mas também contribuíram significativamente para a organização social e política da região, consolidando Glória como um distrito vital para o crescimento e prosperidade de Cataguases.
A denominação "Cataguases" causa controvérsias quanto ao verdadeiro sentido: uns alegam ser o nome escolhido por José Vieira em homenagem ao riacho que banhava a casa dele e possuía este nome em sua cidade natal (atual cidade de Lagoa Dourada). Para alguns o nome significa “terra de gente boa”, para outros é “povo que mora no país das matas”. Independentemente do real significado do nome, a cidade se mostra como um portal vivo do modernismo que floresceu durante o século XX.

## Geografia
O município localiza-se na Zona da Mata mineira. A sede dista por rodovia 320 km da capital Belo Horizonte. Seu território apresenta área de 491,767 km², o qual inclui a sede municipal e os distritos de Aracati de Minas, Cataguarino, Glória de Cataguases, Sereno e Vista Alegre.
O município de Cataguases integra a bacia do rio Paraíba do Sul, sendo banhado pelo rio Pomba e seu afluente ribeirão Meia Pataca. A altitude da sede é de 169 metros, possuindo como ponto culminante a altitude de 1119 metros. O clima é do tipo tropical com chuvas durante o verão.
Segundo dados do Instituto Nacional de Meteorologia (INMET), referentes ao período de 1961 a 1979, a menor temperatura registrada em Cataguases foi de 6,5 °C em 18 de junho de 1962, e a maior atingiu 39,9 °C em 3 de janeiro de 1971. O maior acumulado de precipitação em 24 horas foi de 110,6 milímetros (mm) em 26 de novembro de 1967. Janeiro de 1962, com 437,8 mm, foi o mês de maior precipitação.

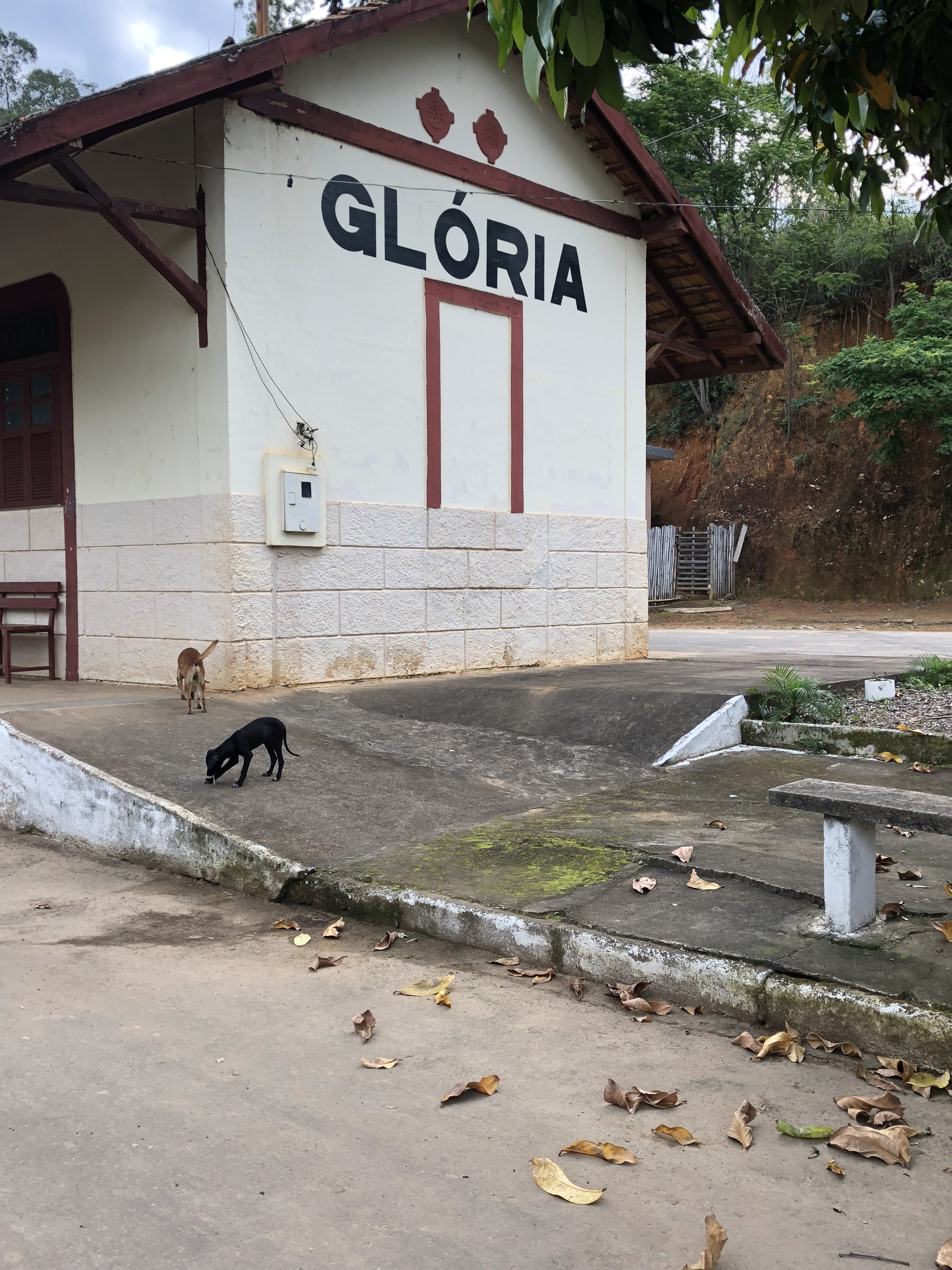
Estação ferroviária de cataguases

| Dados climatológicos para Cataguases | Dados climatológicos para Cataguases | Dados climatológicos para Cataguases | Dados climatológicos para Cataguases | Dados climatológicos para Cataguases | Dados climatológicos para Cataguases | Dados climatológicos para Cataguases | Dados climatológicos para Cataguases | Dados climatológicos para Cataguases | Dados climatológicos para Cataguases | Dados climatológicos para Cataguases | Dados climatológicos para Cataguases | Dados climatológicos para Cataguases | Dados climatológicos para Cataguases |
| Mês | Jan                                  | Fev                                  | Mar                                  | Abr                                  | Mai                                  | Jun                                  | Jul                                  | Ago                                  | Set                                  | Out                                  | Nov                                  | Dez                                  | Ano                                  |
| --- | ------------------------------------ | ------------------------------------ | ------------------------------------ | ------------------------------------ | ------------------------------------ | ------------------------------------ | ------------------------------------ | ------------------------------------ | ------------------------------------ | ------------------------------------ | ------------------------------------ | ------------------------------------ | ------------------------------------ |
| Temperatura máxima recorde (°C) | 39,9                                 | 39,1                                 | 39,5                                 | 36,4                                 | 35                                   | 34                                   | 34                                   | 36,7                                 | 37,8                                 | 38,8                                 | 38,8                                 | 39,2                                 | 39,9                                 |
| Temperatura máxima média (°C) | 32                                   | 32,1                                 | 30,5                                 | 28,5                                 | 26,6                                 | 26,7                                 | 27,4                                 | 28,6                                 | 29,3                                 | 29,8                                 | 30,7                                 | 30                                   | 29,4                                 |
| Temperatura média (°C) | 26,5                                 | 26,4                                 | 24,9                                 | 22,7                                 | 20,5                                 | 20,2                                 | 20,8                                 | 21,9                                 | 23,3                                 | 24,7                                 | 25,5                                 | 24,5                                 | 23,5                                 |
| Temperatura mínima média (°C) | 21,1                                 | 20,8                                 | 19,3                                 | 16,9                                 | 14,5                                 | 13,8                                 | 14,2                                 | 15,3                                 | 17,4                                 | 19,7                                 | 20,3                                 | 19                                   | 17,7                                 |
| Temperatura mínima recorde (°C) | 17,7                                 | 17                                   | 14,4                                 | 13                                   | 8,6                                  | 6,5                                  | 7,5                                  | 8,1                                  | 10,4                                 | 12,3                                 | 11,8                                 | 14,6                                 | 6,5                                  |
| Precipitação (mm) | 230                                  | 181                                  | 132                                  | 59                                   | 31                                   | 15                                   | 19                                   | 16                                   | 48                                   | 107                                  | 186                                  | 228                                  | 1 252                                |
| Fonte: Climate-data.org (médias de temperatura e precipitação) e Instituto Nacional de Meteorologia (INMET) (recordes de temperatura: 01/01/1961 a 31/10/1979) |                                      |                                      |                                      |                                      |                                      |                                      |                                      |                                      |                                      |                                      |                                      |                                      |                                      |

## Demografia
Dados do Censo - 2010

### População
- Urbana: 66.780
- Rural: 2.977
- Homens: 34.216
- Mulheres: 35.541

(Fonte: AMM)
Densidade demográfica (hab./km²): 132,3
Mortalidade infantil até 1 ano (por mil): 19,6
Expectativa de vida (anos): 73,3
Taxa de fecundidade (filhos por mulher): 2,0
Taxa de Alfabetização: 90,1%
Índice de Desenvolvimento Humano (IDH-M): 0,794
- IDH-M Renda: 0,698
- IDH-M Longevidade: 0,805
- IDH-M Educação: 0,879

(Fonte: PNUD/2000)

## Rodovias
- BR-120
- MG-285
- MG-447

## Polo industrial
Muito conhecida por suas indústrias, Cataguases conta com parque industrial e diversas indústrias espalhadas pelo seu território. Destacam-se a Companhia Industrial Cataguases, uma das mais importantes no setor de tecelagem do país; a Cataguazes de Papel, empresa que atua na reciclagem de papéis; Mineradora Rio Pomba Cataguases, importante mineradora da região; a Companhia Manufatora, que fabrica algodão hidrófilo de marca muito conhecida no Brasil e que é exportada para vários países; O Grupo Zollern, multinacional alemã que é pioneira na indústria metalúrgica; dentre outras. É também na cidade que está localizada a sede do Grupo Energisa, importante empresa do setor elétrico presente em diversas regiões, incluindo parte de Minas Gerais, Rio de Janeiro, Espírito Santo, do nordeste brasileiro e da Região Centro-Oeste do país.

## Cultura

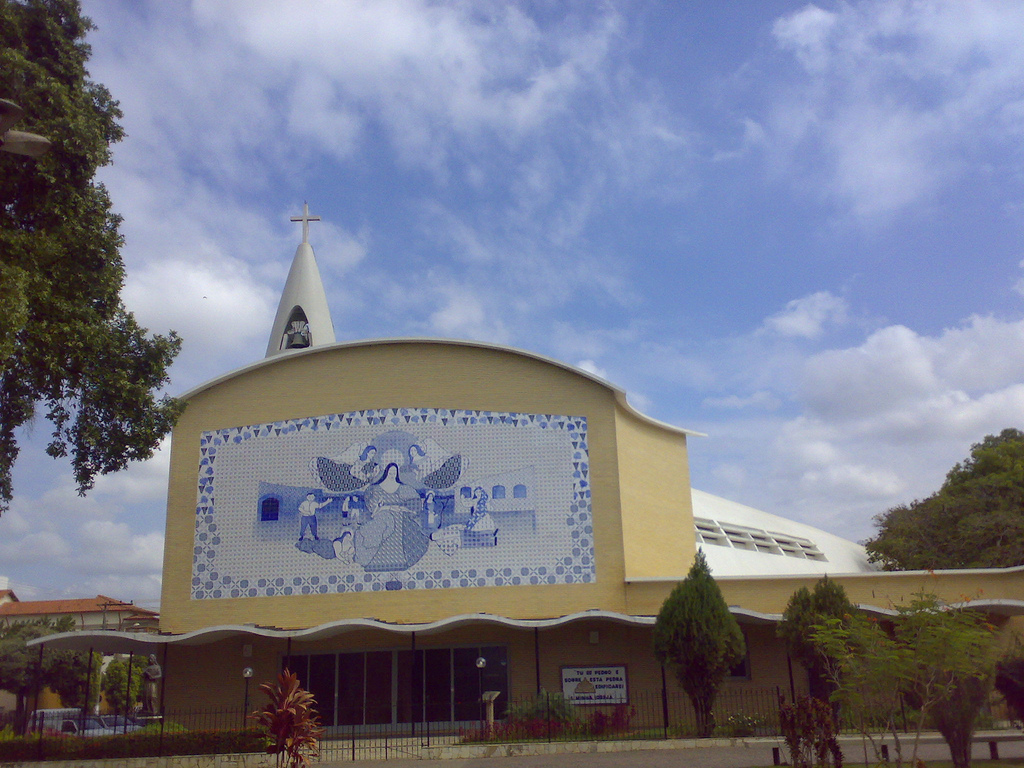
Fachada do Santuário de Santa Rita de Cássia.

Considerada como cidade histórica de Minas Gerais, Cataguases gravou seu nome no cinema brasileiro com Humberto Mauro, nos anos 1920, alcançou grande repercussão com a revista e o Movimento Verde (Rosário Fusco, Guilhermino César, Francisco Inácio Peixoto, Ascânio Lopes, Henrique de Resende, Oswaldo Abritta, dentre outros).
Cataguases esteve à frente no Movimento Moderno de arquitetura na década de 1940, muito por incentivo de Francisco Inácio Peixoto e José Pacheco de Medeiros Filho, que levaram à cidade diversos arquitetos e artistas modernos para desenhar uma nova estética e consequente mentalidade para a cidade. Importantes nomes como Oscar Niemeyer, Cândido Portinari, Burle Marx, Joaquim Tenreiro, Djanira, José Pedrosa, Jan Zach, deixaram seus traços na cidade.
Em 1941, chega a Cataguases o padre Solindo José da Cunha na Igreja Santa Rita de Cássia (hoje Santuário de Santa Rita de Cássia) – e com ele a ousadia de um novo templo, inaugurado apenas em 1968. O projeto de Edgar Guimarães do Valle traz o arrojo da nave livre, do vão central sem colunas. Na parte frontal externa, “A vida de Santa Rita”, painel de Djanira.

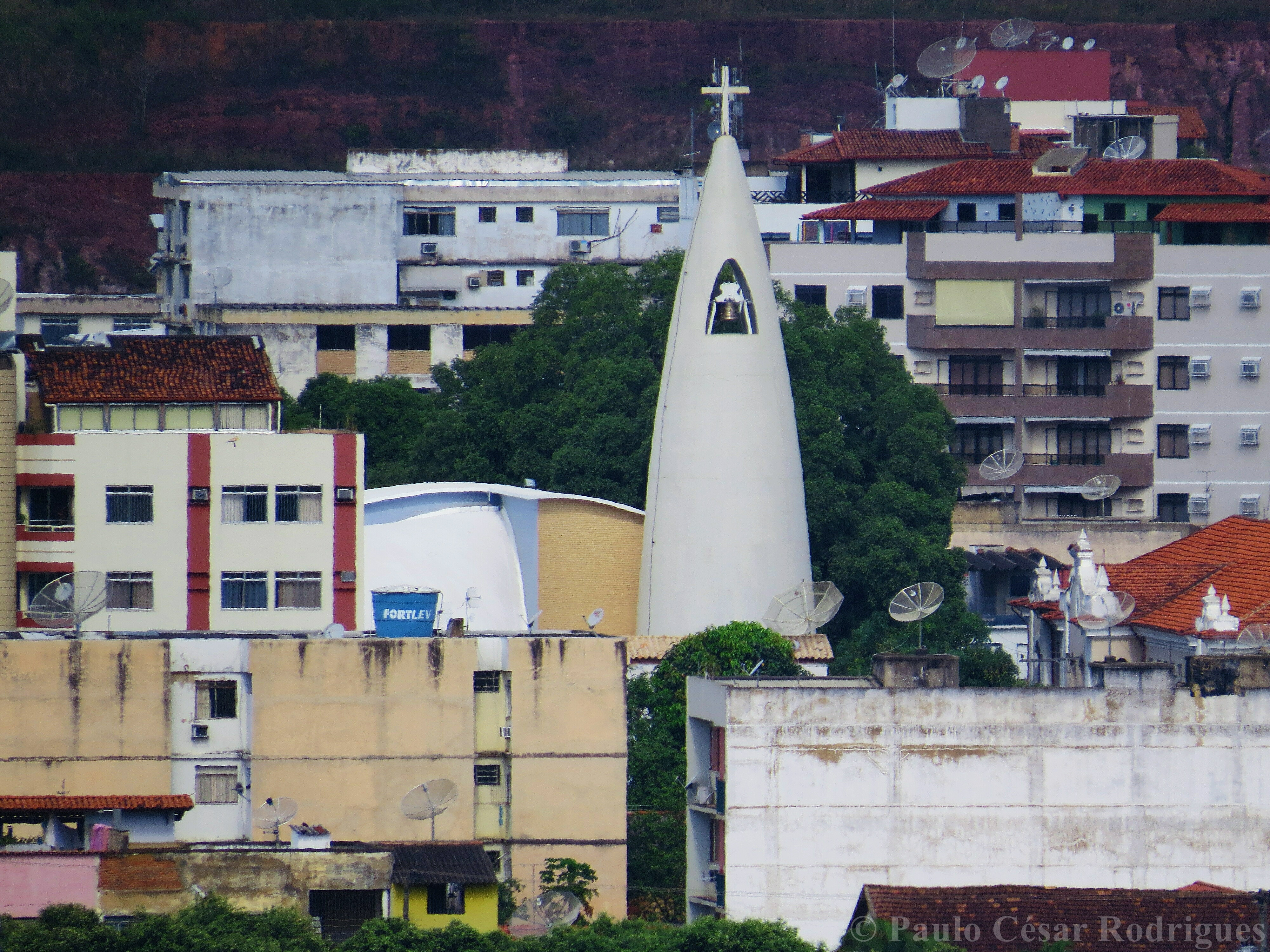
Torre do Santuário de Santa Rita de Cássia.

Diversos prédios modernos foram construídos na época e em 1995, o IPHAN decidiu pelo tombamento de uma poligonal no centro da cidade de aproximadamente 60 quadras face à importância de seu patrimônio arquitetônico.
Na década de 1960, contou com diversos movimentos culturais de vanguarda, destacando-se o Centro de Arte de Cataguases (CAC), do qual participaram Carlos Moura, Paulo Martins, Silvério Tôrres, Antônio Jaime Soares (entre outros) e o Centro de Arte Experimental de Cataguases (CAEC), liderado por Silvério Tôrres, tendo como principais integrantes Eucília Santos, Toninho Linhares e Clério Benevenuto; além de um grupo de poesia liderado pelos irmãos Joaquim e Pedro Branco, orbitado por Ronaldo Werneck, do qual também participaram Lina Tâmega Del Peloso, Márcia Carrano, Sebastião Salgado, Arabella Amarante.
Destaque para a produção do filme "O anunciador, o homem das tormentas", de Paulo Martins, que teve início no final da década de 1960 e lançamento no início dos anos 70, vez que se trata de um dos pouquíssimos filmes underground feitos em todo o mundo.
Nos dias atuais, destacam-se os trabalhos do escritor Luiz Ruffato, vencedor do Prêmio Jabuti com a narrativa "Eles Eram Muitos Cavalos" (2001), além de "O verão tardio" (2019), romance que se passa inteiramente em Cataguases. Destaca-se também o artista plástico Luiz Lopez, com suas séries de obras sobre o tema "campo de futebol". A beleza da cidade e a efervescência cultural evidenciam os trabalhos fotográficos de Vicente Costa, Humberto Ribeiro e Juliano Carvalho.

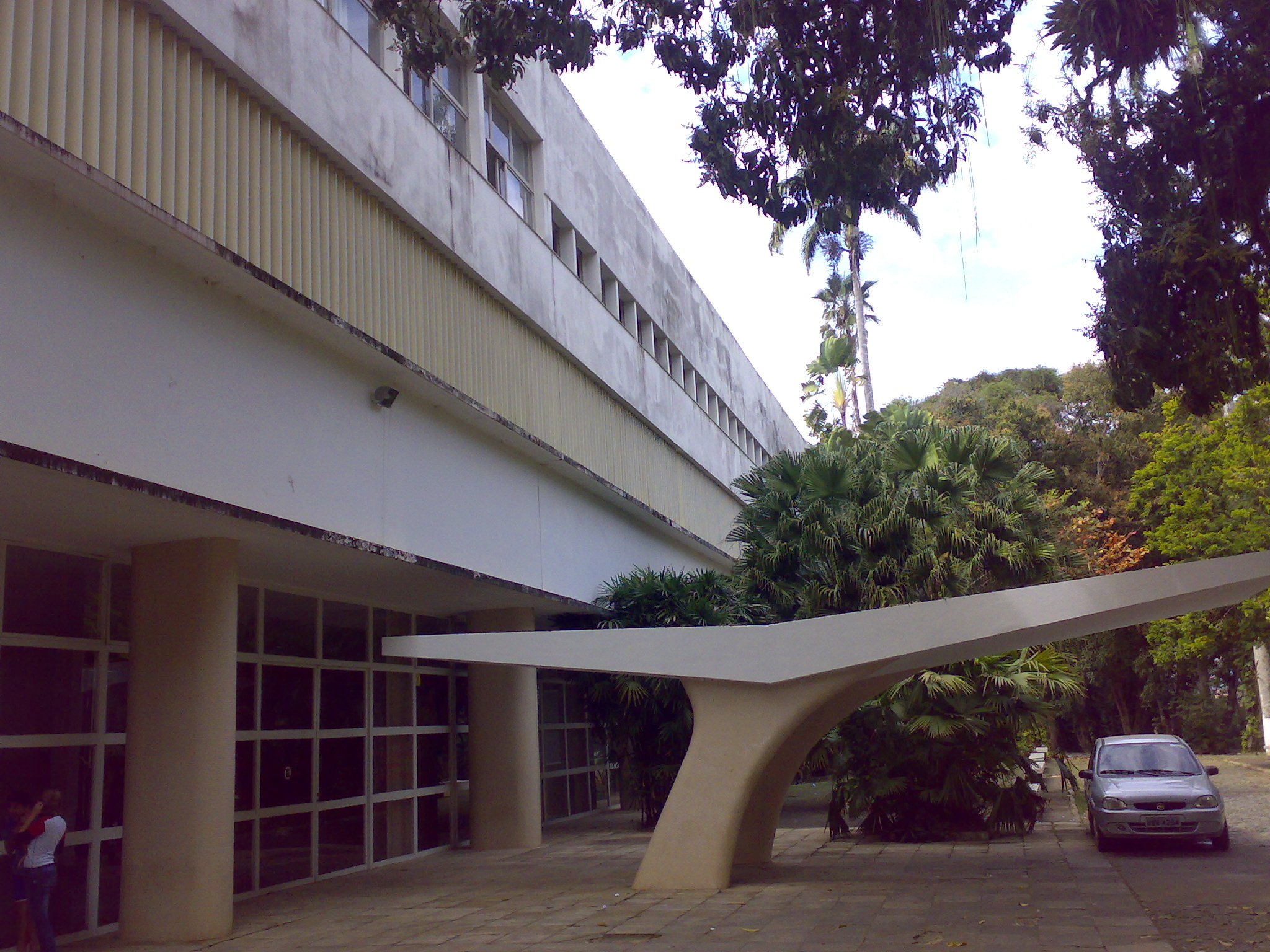
Colégio Cataguases, projetado por Oscar Niemeyer.

Destaca-se também as recentes aquisições escultóricas, com obras públicas de Amílcar de Castro e Sonia Ebling.
A cidade, que desde o início do século passado mantém acesa a chama literária, realiza desde 2009, o Festival Literário de Cataguases, que já é uma grande referência literária em toda Zona da Mata Mineira.
Atualmente, Cataguases mantém o perfil de cidade do cinema, realizando anualmente o Festival Ver e Fazer Filmes, que conta com a participação de produtores convidados de várias partes do país e até do exterior para a produção e exibição de curtas.
Cataguases se destaca no campo cultural pelo investimento nas artes, realizado e patrocinado pelas empresas Companhia Industrial Cataguases, Energisa e Bauminas. Destacam-se o Instituto Francisca de Souza Peixoto, a Fundação Ormeu Junqueira Botelho e a Casa de Cultura Simão.

## Unidade de conservação
No município está localizada a Estação Ecológica Estadual Água Limpa, uma unidade de conservação mantida pelo Instituto Estadual de Florestas de Minas Gerais.